# Laurent Fabre (skieur)
Pour les articles homonymes, voir Laurent Fabre et Fabre.
Laurent Fabre né en 1968 et mort le 22 août 2012 dans un accident de haute montagne, est un alpiniste, guide de haute montagne et sous-officier français du corps de chasseurs Alpins. Il sert au 93e régiment d'artillerie de montagne et est marié à Valentine Fabre.